# Al-Diriyah (830)
Al-Diriyah (830) (en árabe: الدرعية) es una corbeta de la clase Al-Jubail de la Real Armada Saudita.

## Construcción
En julio de 2018 se anunció que Navantia había firmado un acuerdo con la Marina Real Saudí para la producción de cinco corbetas modelo Avante 2000.
Al-Diriyah fue puesta en grada el 18 de diciembre de 2019 y botado el 14 de noviembre de 2020 en el astillero de Navantia en San Fernando, Cádiz, España.

## Historial operativo
En diciembre de 2022 llegó a Arabia Saudí y tiene su puerto base en la base naval de Jeddah en el mar Rojo.
En 2023 participó en la evacuación de ciudadanos extranjeros durante la tercera guerra civil sudanesa.